# 阿尔贝·祖勒
阿尔贝·祖勒（Albert Zoller，？—？）是一位法国军官，也是法国驻杜塞尔多夫军事代表团团长的副官，第二次世界大战后，希特勒的秘书克里斯塔·施罗德被拘留期间，阿尔贝·祖勒问讯过她。阿尔贝·祖勒還见过赫尔曼·戈林，而且将他带到了纽伦堡接受纽伦堡审判。阿尔贝·祖勒后来凭借问讯戈林和施罗德所得的资料寫成了《私下里的希特勒》（Hitler, Private）一书，该书后被译为多种语言。